# والتر شرایبر
والتر کارل رودلف شرایبر (آلمانی: Walther Schreiber; ۱۰ ژوئن ۱۸۸۴ – ۳۰ ژوئن ۱۹۵۸) یک سیاست‌مدار اهل آلمان بود.وی از ۱۹۵۳ تا ۱۹۵۵ شهردار برلین بود.
وی هم‌چنین از اعضای اتحادیه دموکرات مسیحی آلمان بود.